# Jelena Rudkowska
Jelena Grigorjewna Rudkowska (Алена Рыгораўна Рудкоўская; ur. 21 kwietnia 1973 w Homlu) - pływaczka. Dwukrotna medalistka olimpijska z Barcelony.
Specjalizowała się w stylu klasycznym. Igrzyska w 1992 były jej debiutem. Startowała w barwach Wspólnoty Niepodległych Państw. Triumfowała na dystansie 100 metrów żabką, wspólnie z koleżankami zajęła trzecie miejsce w sztafecie stylem zmiennym. W 1996 startowała już w barwach Białorusi, jednak nie odniosła większych sukcesów. W 1991, jako reprezentantka ZSRR, zdobyła trzy medale na mistrzostwach Europy. Zwyciężyła na obu indywidualnych dystansach rozgrywanych stylem klasycznym (100 i 200 m) oraz w sztafecie w stylu zmiennym.